# Rafael Filippelli
Rafael Filippelli (Buenos Aires, 24 de noviembre de 1938-ibidem; 22 de marzo de 2023) fue un director, productor y guionista de cine argentino que se ha dedicado también a la docencia cinematográfica.

## Su relación con el cine
Trabajó en varias películas de Leopoldo Torre Nilsson y en filmes publicitarios. En 1961 realizó Porque hoy es sábado, su primer cortometraje y en 1970 Opinaron, su primer mediometraje. 
Aproximadamente entre 1970 y 1974, un pequeño grupo de amigos, que ellos mismos denominaron Underground con un interés común: por una manera distinta de ver el cine y de asumirlo radicalmente que los diferenciaban tanto de la industria tradicional como de los otros grupos contemporáneos. Entre otros, además de Filippelli, estaban allí Edgardo Cozarinsky, Miguel Bejo, Hugo Gil, Bebe Kamin, Edgardo Kleinman, Néstor Lescovich y Julio Ludueña. Sobre esa época Bejo repetía una frase de Filippelli acerca de las películas que les gustaban: ‘Si eso es cine entonces lo que nosotros hacemos debe ser otra cosa’ y agrega:

«Hay tantas cosas en las que creíamos y que están definitivamente enterradas que me faltan las referencias para situar [sus] películas –y otras de mis amigos de entonces– como tales. Pero, en fin, esos objetos están fotografiados en una gelatina de bromuro de plata sobre un soporte de celuloide que pasa la velocidad de 24 imágenes por segundo en un proyector: entonces, digamos que son películas cinematográficas. Por el resto, confieso que desde hoy y aquí me cuesta hablar de aquella época sin preguntarme si no habré imaginado todo aquello».

Entre 1976 y 1982 estuvo exiliado, primero en México y luego en Los Ángeles. 
De regreso a la Argentina puso en escena The Brig (El calabozo), obra de Kenneth Brown, y realizó para televisión El fin del viaje, basado en el cuento del mismo nombre de Ricardo Piglia. En 1985 codirigió con Emilio Alfaro y Andrés Di Tella y produjo su primer largometraje, Hay unos tipos abajo, sobre un argumento de Antonio Dal Masetto, quien también colaboró en el guion. 
Posteriormente Dal Masetto plasmó la trama en una novela que lleva el mismo nombre del filme. Para describir el clima que se vivía en la Argentina en la época del mundial de fútbol de 1978 la película narra las dificultades de un joven periodista que, creyendo que puede estar siendo seguido por fuerzas paramilitares, se alarma por la presencia de unos hombres parados en la puerta de su edificio, de quienes sospecha pueden ser integrantes de los Grupos de Tareas existentes durante esos tiempos.
Más adelante dirigió El ausente (1987), cuya trama se refiere a la lucha y muerte de un dirigente sindical de izquierda y un intelectual que lo acompaña. Está ambientada en Córdoba en el período que corre desde la elección como presidente de Héctor J. Cámpora hasta el Proceso de Reorganización Nacional que lo derrocara y fue candidata al Premio de Oro del Festival Internacional de Cine de Moscú de 1987. En 1998 dirigió Notas de tango, filme que fue exhibido en la sección Panorama del 4° BAFICI 2001, en el Festival de Vancouver; como película de cierre de la Semana de Nuevo Cine, Buenos Aires, 2003 y en el Festival de Marsella, 2004.
En 2007 dirigió sobre su propio guion, Música nocturna, filme por el que obtuvo el premio al mejor director en el 9° BAFICI y en 2010 la película Secuestro y muerte inspirada en el asesinato de Pedro Eugenio Aramburu.
Al presentar una exhibición retrospectiva dedicada a la obra de Filippelli, los críticos Sergio Wolf y David Oubiña opinaron:

"Probablemente en ningún otro realizador contemporáneo sea tan evidente la búsqueda de una escritura fílmica que procure sustraer a las imágenes de su destino de entretenimiento para hacerlas ingresar a un circuito en el que se cruzan con las grandes formas del arte y del pensamiento. En las películas de Filippelli, el cine argentino (tan poco dado a la reflexión) encuentra el refugio de la inteligencia. Pero aún más: hace de la inteligencia un avatar de la belleza."

Filippelli fue profesor en la Universidad del Cine desde 1991. Su pareja fue la ensayista Beatriz Sarlo.

## Filmografía
Director
- No va más (2021)
- Loca bohemia. Cinco días con Adrián Iaies (2014)
- Secuestro y muerte (2010)
- La mirada febril (2008)
- Música nocturna (2007)
- Esas cuatro notas (2004)
- Una noche (2002)
- Notas de tango (2001)
- Retrato de Juan José Saer (1998)
- El río (cortometraje) (1993)
- El ausente (1989)
- Hay unos tipos abajo (1985)
- Opinaron (mediometraje) (1962)
- Porque hoy es sábado (cortometraje) (1961)

Guionista
- La mirada febril (2008)
- Música nocturna (2007)
- Esas cuatro notas (2004)
- Una noche (2002)
- Notas de tango (2001)
- Retrato de Juan José Saer (1998)
- El río cortometraje (1993)
- El ausente (1989)
- Hay unos tipos abajo (1985)

Actor
- No va más (2021) …Él mismo
- El fondo del mar (2003) …Filippelli
- La noche de las cámaras despiertas (2001) …Él mismo
- Notas de tango (2001) …Él mismo

Productor
- Retrato de Guillermo Kuitca dir. Alberto Fischerman
- El ausente (1989)
- Hay unos tipos abajo (1985)

Coordinador
- A propósito de Buenos Aires (2006)

Cámara
- La familia unida esperando la llegada de Hallewyn (1971)

## Televisión
Director
- Lavelli (1996)
- Una actriz (1996)

Guionista
- Una actriz (1996) (TV)

Actor
- Una actriz (1996) (TV)